# Ulice (4. řada)
Čtvrtá řada televizního seriálu Ulice navázala na třetí řadu tohoto seriálu. Byla premiérově vysílána na TV Nova od 1. září 2008 do léta 2009. Každý pracovní den v týdnu byly odvysílány dva díly.
Premiérovému uvedení prvního dílu této řady předcházel speciální díl nazvaný „Ulice: Velká trojka“, jenž byl odvysílán v neděli 31. srpna 2008. Režíroval ho Kryštof Hanzlík.

## Seznam dílů
| Č. v seriálu | Č. v řadě | Název                                 | Režie              | Datum premiéry     | Vysílací den |
| ------------ | --------- | ------------------------------------- | ------------------ | ------------------ | ------------ |
| 961          |           | Lenka ředitelkou 1                    | Boro Radojčič      | 1. září 2008       | pondělí      |
| 962          |           | Lenka ředitelkou 2                    | Boro Radojčič      | 1. září 2008       | pondělí      |
| 963          |           | Opuštěný Olda 1                       | Boro Radojčič      | 2. září 2008       | úterý        |
| 964          |           | Opuštěný Olda 2                       | Boro Radojčič      | 2. září 2008       | úterý        |
| 965          |           | Změny v Království hraček 1           | Boro Radojčič      | 3. září 2008       | středa       |
| 966          |           | Změny v Království hraček 2           | Boro Radojčič      | 3. září 2008       | středa       |
| 967          |           | Pešek školníkem 1                     | Boro Radojčič      | 4. září 2008       | čtvrtek      |
| 968          |           | Pešek školníkem 2                     | Boro Radojčič      | 4. září 2008       | čtvrtek      |
| 969          |           | Simonina sokyně 1                     | Boro Radojčič      | 5. září 2008       | pátek        |
| 970          |           | Simonina sokyně 2                     | Boro Radojčič      | 5. září 2008       | pátek        |
| 971          |           | Dohoda 1                              | Juraj Deák         | 8. září 2008       | pondělí      |
| 972          |           | Dohoda 2                              | Juraj Deák         | 8. září 2008       | pondělí      |
| 973          |           | Jordánovi: rozvod 1                   | Juraj Deák         | 9. září 2008       | úterý        |
| 974          |           | Jordánovi: rozvod 2                   | Juraj Deák         | 9. září 2008       | úterý        |
| 975          |           | Simonina manikúra 1                   | Juraj Deák         | 10. září 2008      | středa       |
| 976          |           | Simonina manikúra 2                   | Juraj Deák         | 10. září 2008      | středa       |
| 977          |           | Převzetí Království 1                 | Juraj Deák         | 11. září 2008      | čtvrtek      |
| 978          |           | Převzetí Království 2                 | Juraj Deák         | 11. září 2008      | čtvrtek      |
| 979          |           | Tereziny naděje 1                     | Juraj Deák         | 12. září 2008      | pátek        |
| 980          |           | Tereziny naděje 2                     | Juraj Deák         | 12. září 2008      | pátek        |
| 981          |           | Monika ve fitku 1                     | Juraj Deák         | 15. září 2008      | pondělí      |
| 982          |           | Monika ve fitku 2                     | Juraj Deák         | 15. září 2008      | pondělí      |
| 983          |           | Vyhlášení války Nyklových 1           | Juraj Deák         | 16. září 2008      | úterý        |
| 984          |           | Vyhlášení války Nyklových 2           | Juraj Deák         | 16. září 2008      | úterý        |
| 985          |           | Sašin příjezd 1                       | Juraj Deák         | 17. září 2008      | středa       |
| 986          |           | Sašin příjezd 2                       | Juraj Deák         | 17. září 2008      | středa       |
| 987          |           | Liška na rozcestí 1                   | Juraj Deák         | 18. září 2008      | čtvrtek      |
| 988          |           | Liška na rozcestí 2                   | Juraj Deák         | 18. září 2008      | čtvrtek      |
| 989          |           | Narozeniny Hejlové 1                  | Juraj Deák         | 19. září 2008      | pátek        |
| 990          |           | Narozeniny Hejlové 2                  | Juraj Deák         | 19. září 2008      | pátek        |
| 991          |           | Ingrid: pohřeb otce 1                 | Stanislav Sládeček | 22. září 2008      | pondělí      |
| 992          |           | Ingrid: pohřeb otce 2                 | Stanislav Sládeček | 22. září 2008      | pondělí      |
| 993          |           | Stárkovy zapomenuté narozeniny 1      | Stanislav Sládeček | 23. září 2008      | úterý        |
| 994          |           | Stárkovy zapomenuté narozeniny 2      | Stanislav Sládeček | 23. září 2008      | úterý        |
| 995          |           | Hejl: nabídka z Holandska 1           | Stanislav Sládeček | 24. září 2008      | středa       |
| 996          |           | Hejl: nabídka z Holandska 2           | Stanislav Sládeček | 24. září 2008      | středa       |
| 997          |           | Ema 1                                 | Stanislav Sládeček | 25. září 2008      | čtvrtek      |
| 998          |           | Ema 2                                 | Stanislav Sládeček | 25. září 2008      | čtvrtek      |
| 999          |           | Útok na hernu 1                       | Stanislav Sládeček | 26. září 2008      | pátek        |
| 1000         |           | Útok na hernu 2                       | Stanislav Sládeček | 26. září 2008      | pátek        |
| 1001         |           | Stěhování Hejlové bude 1              | Stanislav Sládeček | 29. září 2008      | pondělí      |
| 1002         |           | Stěhování Hejlové bude 2              | Stanislav Sládeček | 29. září 2008      | pondělí      |
| 1003         |           | Jordánovi: Výměna se vrací 1          | Stanislav Sládeček | 30. září 2008      | úterý        |
| 1004         |           | Jordánovi: Výměna se vrací 2          | Stanislav Sládeček | 30. září 2008      | úterý        |
| 1005         |           | Odchod Digi 1                         | Stanislav Sládeček | 1. října 2008      | středa       |
| 1006         |           | Odchod Digi 2                         | Stanislav Sládeček | 1. října 2008      | středa       |
| 1007         |           | Oldovo setkání s Jitkou 1             | Stanislav Sládeček | 2. října 2008      | čtvrtek      |
| 1008         |           | Oldovo setkání s Jitkou 2             | Stanislav Sládeček | 2. října 2008      | čtvrtek      |
| 1009         |           | Hejlová: stěhování s jelenem 1        | Stanislav Sládeček | 3. října 2008      | pátek        |
| 1010         |           | Hejlová: stěhování s jelenem 2        | Stanislav Sládeček | 3. října 2008      | pátek        |
| 1011         |           | Konec večerky 1                       | Otakar Kosek       | 6. října 2008      | pondělí      |
| 1012         |           | Konec večerky 2                       | Otakar Kosek       | 6. října 2008      | pondělí      |
| 1013         |           | Vysílání Výměny manželek 1            | Otakar Kosek       | 7. října 2008      | úterý        |
| 1014         |           | Vysílání Výměny manželek 2            | Otakar Kosek       | 7. října 2008      | úterý        |
| 1015         |           | Výměna s Pepanem 1                    | Otakar Kosek       | 8. října 2008      | středa       |
| 1016         |           | Výměna s Pepanem 2                    | Otakar Kosek       | 8. října 2008      | středa       |
| 1017         |           | Olda hledá byt 1                      | Otakar Kosek       | 9. října 2008      | čtvrtek      |
| 1018         |           | Olda hledá byt 2                      | Otakar Kosek       | 9. října 2008      | čtvrtek      |
| 1019         |           | Marek odjíždí 1                       | Otakar Kosek       | 10. října 2008     | pátek        |
| 1020         |           | Marek odjíždí 2                       | Otakar Kosek       | 10. října 2008     | pátek        |
| 1021         |           | Lenčino nepříjemné rozhodnutí 1       | Otakar Kosek       | 13. října 2008     | pondělí      |
| 1022         |           | Lenčino nepříjemné rozhodnutí 2       | Otakar Kosek       | 13. října 2008     | pondělí      |
| 1023         |           | Konkurz v kadeřnictví 1               | Otakar Kosek       | 14. října 2008     | úterý        |
| 1024         |           | Konkurz v kadeřnictví 2               | Otakar Kosek       | 14. října 2008     | úterý        |
| 1025         |           | Lumír zachraňuje manželství 1         | Otakar Kosek       | 16. října 2008     | čtvrtek      |
| 1026         |           | Lumír zachraňuje manželství 2         | Otakar Kosek       | 16. října 2008     | čtvrtek      |
| 1027         |           | Ztracené notýsky Hejlové 1            | Otakar Kosek       | 16. října 2008     | čtvrtek      |
| 1028         |           | Ztracené notýsky Hejlové 2            | Otakar Kosek       | 16. října 2008     | čtvrtek      |
| 1029         |           | Ingrid: konec snů 1                   | Otakar Kosek       | 17. října 2008     | pátek        |
| 1030         |           | Ingrid: konec snů 2                   | Otakar Kosek       | 17. října 2008     | pátek        |
| 1031         |           | Bářina nová práce 1*                  | Boro Radojčič      | 20. října 2008     | pondělí      |
| 1032         |           | Bářina nová práce 2*                  | Boro Radojčič      | 20. října 2008     | pondělí      |
| 1033         |           | Ben a Štěpán: parťáci 1*              | Boro Radojčič      | 21. října 2008     | úterý        |
| 1034         |           | Ben a Štěpán: parťáci 2*              | Boro Radojčič      | 21. října 2008     | úterý        |
| 1035         |           | Oldovo setkání s Boháčem 1*           | Boro Radojčič      | 22. října 2008     | středa       |
| 1036         |           | Oldovo setkání s Boháčem 2*           | Boro Radojčič      | 22. října 2008     | středa       |
| 1037         |           | Co skrývá Lumírova matrjoška? 1*      | Boro Radojčič      | 23. října 2008     | čtvrtek      |
| 1038         |           | Co skrývá Lumírova matrjoška? 2*      | Boro Radojčič      | 23. října 2008     | čtvrtek      |
| 1039         |           | Tělocvikář 1 *                        | Boro Radojčič      | 24. října 2008     | pátek        |
| 1040         |           | Tělocvikář 2 *                        | Boro Radojčič      | 24. října 2008     | pátek        |
| 1041         |           | Ema u Lišků 1 *                       | Boro Radojčič      | 27. října 2008     | pondělí      |
| 1042         |           | Ema u Lišků 2 *                       | Boro Radojčič      | 27. října 2008     | pondělí      |
| 1043         |           | Světlanin zmatek v hlavě 1 *          | Boro Radojčič      | 28. října 2008     | úterý        |
| 1044         |           | Světlanin zmatek v hlavě 2 *          | Boro Radojčič      | 28. října 2008     | úterý        |
| 1045         |           | Matějovy virtuální holky 1 *          | Boro Radojčič      | 29. října 2008     | středa       |
| 1046         |           | Matějovy virtuální holky 2 *          | Boro Radojčič      | 29. října 2008     | středa       |
| 1047         |           | Báby v akci 1 *                       | Boro Radojčič      | 30. října 2008     | čtvrtek      |
| 1048         |           | Báby v akci 2 *                       | Boro Radojčič      | 30. října 2008     | čtvrtek      |
| 1049         |           | Peškova nová postel 1 *               | Boro Radojčič      | 31. října 2008     | pátek        |
| 1050         |           | Peškova nová postel 2 *               | Boro Radojčič      | 31. října 2008     | pátek        |
| 1051         |           | Franta s Liškou chtějí Emu 1 *        | Magda Pivoňková    | 3. listopadu 2008  | pondělí      |
| 1052         |           | Franta s Liškou chtějí Emu 2 *        | Magda Pivoňková    | 3. listopadu 2008  | pondělí      |
| 1053         |           | Hygienická kontrola u Stárka 1 *      | Magda Pivoňková    | 4. listopadu 2008  | úterý        |
| 1054         |           | Hygienická kontrola u Stárka 2 *      | Magda Pivoňková    | 4. listopadu 2008  | úterý        |
| 1055         |           | Peškovi noví nájemníci 1              | Magda Pivoňková    | 5. listopadu 2008  | středa       |
| 1056         |           | Peškovi noví nájemníci 2              | Magda Pivoňková    | 5. listopadu 2008  | středa       |
| 1057         |           | Dárek pro Gábinu 1 *                  | Magda Pivoňková    | 6. listopadu 2008  | čtvrtek      |
| 1058         |           | Dárek pro Gábinu 2 *                  | Magda Pivoňková    | 6. listopadu 2008  | čtvrtek      |
| 1059         |           | Světlana mezi dvěma muži 1 *          | Magda Pivoňková    | 7. listopadu 2008  | pátek        |
| 1060         |           | Světlana mezi dvěma muži 2 *          | Magda Pivoňková    | 7. listopadu 2008  | pátek        |
| 1061         |           | Libuška se zabydluje 1                | Magda Pivoňková    | 10. listopadu 2008 | pondělí      |
| 1062         |           | Libuška se zabydluje 2                | Magda Pivoňková    | 10. listopadu 2008 | pondělí      |
| 1063         |           | Šmídová na dně 1 *                    | Magda Pivoňková    | 11. listopadu 2008 | úterý        |
| 1064         |           | Šmídová na dně 2 *                    | Magda Pivoňková    | 11. listopadu 2008 | úterý        |
| 1065         |           | Liškovi se rozhodují 1*               | Magda Pivoňková    | 12. listopadu 2008 | středa       |
| 1066         |           | Liškovi se rozhodují 2*               | Magda Pivoňková    | 12. listopadu 2008 | středa       |
| 1067         |           | Borísek ve škole 1*                   | Magda Pivoňková    | 13. listopadu 2008 | čtvrtek      |
| 1068         |           | Borísek ve škole 2*                   | Magda Pivoňková    | 13. listopadu 2008 | čtvrtek      |
| 1069         |           | Spřízněné duše 1*                     | Magda Pivoňková    | 14. listopadu 2008 | pátek        |
| 1070         |           | Spřízněné duše 2*                     | Magda Pivoňková    | 14. listopadu 2008 | pátek        |
| 1071         |           | Otevření Stárkova pekařství 1 *       | Tomáš Tintěra      | 17. listopadu 2008 | pondělí      |
| 1072         |           | Otevření Stárkova pekařství 2 *       | Tomáš Tintěra      | 17. listopadu 2008 | pondělí      |
| 1073         |           | Dvojčata dělají reklamu 1*            | Tomáš Tintěra      | 18. listopadu 2008 | úterý        |
| 1074         |           | Dvojčata dělají reklamu 2*            | Tomáš Tintěra      | 18. listopadu 2008 | úterý        |
| 1075         |           | První konflikt Peška a Hejlové 1*     | Tomáš Tintěra      | 19. listopadu 2008 | středa       |
| 1076         |           | První konflikt Peška a Hejlové 2 *    | Tomáš Tintěra      | 19. listopadu 2008 | středa       |
| 1077         |           | Koláčky, kam se podíváš 1*            | Tomáš Tintěra      | 20. listopadu 2008 | čtvrtek      |
| 1078         |           | Koláčky, kam se podíváš 2*            | Tomáš Tintěra      | 20. listopadu 2008 | čtvrtek      |
| 1079         |           | Matěj končí s Gábinou 1*              | Tomáš Tintěra      | 21. listopadu 2008 | pátek        |
| 1080         |           | Matěj končí s Gábinou 2*              | Tomáš Tintěra      | 21. listopadu 2008 | pátek        |
| 1081         |           | Vasil hledá Ingrid 1                  | Tomáš Tintěra      | 24. listopadu 2008 | pondělí      |
| 1082         |           | Vasil hledá Ingrid 2                  | Tomáš Tintěra      | 24. listopadu 2008 | pondělí      |
| 1083         |           | Zuzana žádá Stárka o pomoc 1          | Tomáš Tintěra      | 25. listopadu 2008 | úterý        |
| 1084         |           | Zuzana žádá Stárka o pomoc 2          | Tomáš Tintěra      | 25. listopadu 2008 | úterý        |
| 1085         |           | Oldův přelet přes kukaččí hnízdo 1    | Tomáš Tintěra      | 26. října 2008     | středa       |
| 1086         |           | Oldův přelet přes kukaččí hnízdo 2    | Tomáš Tintěra      | 26. listopadu 2008 | středa       |
| 1087         |           | Liškovi žádají o Emu 1                | Tomáš Tintěra      | 27. listopadu 2008 | čtvrtek      |
| 1088         |           | Liškovi žádají o Emu 2                | Tomáš Tintěra      | 27. listopadu 2008 | čtvrtek      |
| 1089         |           | Vasilova pravidla hry 1               | Tomáš Tintěra      | 28. listopadu 2008 | pátek        |
| 1090         |           | Vasilova pravidla hry 2               | Tomáš Tintěra      | 28. listopadu 2008 | pátek        |
| 1091         |           | Tesaříkova výuková metoda 1           | Marian Kleis       | 1. prosince 2008   | pondělí      |
| 1092         |           | Tesaříkova výuková metoda 2           | Marian Kleis       | 1. prosince 2008   | pondělí      |
| 1093         |           | Taneček Peška se Stárkem 1            | Marian Kleis       | 2. prosince 2008   | úterý        |
| 1094         |           | Taneček Peška se Stárkem 2            | Marian Kleis       | 2. prosince 2008   | úterý        |
| 1095         |           | Málkov volá Šmídovou 1                | Marian Kleis       | 3. prosince 2008   | středa       |
| 1096         |           | Málkov volá Šmídovou 2                | Marian Kleis       | 3. prosince 2008   | středa       |
| 1097         |           | Olda mezi Jitkou a Libuškou 1         | Marian Kleis       | 4. prosince 2008   | čtvrtek      |
| 1098         |           | Olda mezi Jitkou a Libuškou 2         | Marian Kleis       | 4. prosince 2008   | čtvrtek      |
| 1099         |           | Mikuláš 1                             | Marian Kleis       | 5. prosince 2008   | pátek        |
| 1100         |           | Mikuláš 2                             | Marian Kleis       | 5. prosince 2008   | pátek        |
| 1101         |           | Matěj a Tereza mezi Nekonečnými 1     | Marian Kleis       | 8. prosince 2008   | pondělí      |
| 1102         |           | Matěj a Tereza mezi Nekonečnými 2     | Marian Kleis       | 8. prosince 2008   | pondělí      |
| 1103         |           | Lumír se zastává Zuzany 1             | Marian Kleis       | 9. prosince 2008   | úterý        |
| 1104         |           | Lumír se zastává Zuzany 2             | Marian Kleis       | 9. prosince 2008   | úterý        |
| 1105         |           | Benův rozchod se Štěpánem 1           | Marian Kleis       | 10. prosince 2008  | středa       |
| 1106         |           | Benův rozchod se Štěpánem 2           | Marian Kleis       | 10. prosince 2008  | středa       |
| 1107         |           | Tereza zachraňuje Theu 1              | Marian Kleis       | 11. prosince 2008  | čtvrtek      |
| 1108         |           | Tereza zachraňuje Theu 2              | Marian Kleis       | 11. prosince 2008  | čtvrtek      |
| 1109         |           | Jakubovo vánoční přání 1              | Marian Kleis       | 12. prosince 2008  | pátek        |
| 1110         |           | Jakubovo vánoční přání 2              | Marian Kleis       | 12. prosince 2008  | pátek        |
| 1111         |           | Vánoční školní besídka 1              | Kryštof Hanzlík    | 15. prosince 2008  | pondělí      |
| 1112         |           | Vánoční školní besídka 2              | Kryštof Hanzlík    | 15. prosince 2008  | pondělí      |
| 1113         |           | Pepan maká, Simona žárlí 1            | Kryštof Hanzlík    | 16. prosince 2008  | úterý        |
| 1114         |           | Pepan maká, Simona žárlí 2            | Kryštof Hanzlík    | 16. prosince 2008  | úterý        |
| 1115         |           | Konec Benova a Štěpánova přátelství 1 | Kryštof Hanzlík    | 17. prosince 2008  | středa       |
| 1116         |           | Konec Benova a Štěpánova přátelství 2 | Kryštof Hanzlík    | 17. prosince 2008  | středa       |
| 1117         |           | Stárkova jolka nebo májka? 1          | Kryštof Hanzlík    | 18. prosince 2008  | čtvrtek      |
| 1118         |           | Stárkova jolka nebo májka? 2          | Kryštof Hanzlík    | 18. prosince 2008  | čtvrtek      |
| 1119         |           | Ingridina hra na mafiány 1            | Kryštof Hanzlík    | 19. prosince 2008  | pátek        |
| 1120         |           | Ingridina hra na mafiány 2            | Kryštof Hanzlík    | 19. prosince 2008  | pátek        |
| 1121         |           | Světlana v podezření 1                | Kryštof Hanzlík    | 22. prosince 2008  | pondělí      |
| 1122         |           | Světlana v podezření 2                | Kryštof Hanzlík    | 22. prosince 2008  | pondělí      |
| 1123         |           | Františkovo pátrání 1                 | Kryštof Hanzlík    | 23. prosince 2008  | úterý        |
| 1124         |           | Františkovo pátrání 2                 | Kryštof Hanzlík    | 23. prosince 2008  | úterý        |
| 1125         |           | Štědrý den 1                          | Kryštof Hanzlík    | 24. prosince 2008  | středa       |
| 1126         |           | Štědrý den 2                          | Kryštof Hanzlík    | 24. prosince 2008  | středa       |
| 1127         |           | Světlana nezvládá nevěru 1            | Kryštof Hanzlík    | 25. prosince 2008  | čtvrtek      |
| 1128         |           | Světlana nezvládá nevěru 2            | Kryštof Hanzlík    | 25. prosince 2008  | čtvrtek      |
| 1129         |           | Ben a Olda otvírají klub 1            | Kryštof Hanzlík    | 26. prosince 2008  | pátek        |
| 1130         |           | Ben a Olda otvírají klub 2            | Kryštof Hanzlík    | 26. prosince 2008  | pátek        |
| 1131         |           | Pešek, krycí jméno Rybář 1            | Kryštof Hanzlík    | 29. prosince 2008  | pondělí      |
| 1132         |           | Pešek, krycí jméno Rybář 2            | Kryštof Hanzlík    | 29. prosince 2008  | pondělí      |
| 1133         |           | Pepan ve vazbě 1                      | Otakar Kosek       | 30. prosince 2008  | úterý        |
| 1134         |           | Pepan ve vazbě 2                      | Otakar Kosek       | 30. prosince 2008  | úterý        |
| 1135         |           | Silvestr 1                            | Otakar Kosek       | 31. prosince 2008  | středa       |
| 1136         |           | Silvestr 2                            | Otakar Kosek       | 31. prosince 2008  | středa       |
| 1137         |           | Peška trápí seznamy 1                 | Otakar Kosek       | 1. ledna 2009      | čtvrtek      |
| 1138         |           | Peška trápí seznamy 2                 | Otakar Kosek       | 1. ledna 2009      | čtvrtek      |
| 1139         |           | Ben bojuje s Márou 1                  | Otakar Kosek       | 2. ledna 2009      | pátek        |
| 1140         |           | Ben bojuje s Márou 2                  | Otakar Kosek       | 2. ledna 2009      | pátek        |
| 1141         |           | Pepan na svobodě 1                    | Otakar Kosek       | 5. ledna 2009      | pondělí      |
| 1142         |           | Pepan na svobodě 2                    | Otakar Kosek       | 5. ledna 2009      | pondělí      |
| 1143         |           | Ingrid procitá 1                      | Otakar Kosek       | 6. ledna 2009      | úterý        |
| 1144         |           | Ingrid procitá 2                      | Otakar Kosek       | 6. ledna 2009      | úterý        |
| 1145         |           | Nekoneční kotví 1                     | Otakar Kosek       | 7. ledna 2009      | středa       |
| 1146         |           | Nekoneční kotví 2                     | Otakar Kosek       | 7. ledna 2009      | středa       |
| 1147         |           | Lumír se dozvídá pravdu 1             | Otakar Kosek       | 8. ledna 2009      | čtvrtek      |
| 1148         |           | Lumír se dozvídá pravdu 2             | Otakar Kosek       | 8. ledna 2009      | čtvrtek      |
| 1149         |           | Peškův stihomam 1                     | Otakar Kosek       | 9. ledna 2009      | pátek        |
| 1150         |           | Peškův stihomam 2                     | Otakar Kosek       | 9. ledna 2009      | pátek        |
| 1151         |           | Lov na Hynka 1                        | Boro Radojčič      | 12. ledna 2009     | pondělí      |
| 1152         |           | Lov na Hynka 2                        | Boro Radojčič      | 12. ledna 2009     | pondělí      |
| 1153         |           | Kamil mužem 1                         | Boro Radojčič      | 13. ledna 2009     | úterý        |
| 1154         |           | Kamil mužem 2                         | Boro Radojčič      | 13. ledna 2009     | úterý        |
| 1155         |           | Pepina ve škole 1                     | Boro Radojčič      | 14. ledna 2009     | středa       |
| 1156         |           | Pepina ve škole 2                     | Boro Radojčič      | 14. ledna 2009     | středa       |
| 1157         |           | Lumír v ďáblově moci 1                | Boro Radojčič      | 15. ledna 2009     | čtvrtek      |
| 1158         |           | Lumír v ďáblově moci 2                | Boro Radojčič      | 15. ledna 2009     | čtvrtek      |
| 1159         |           | Mirkův útěk k Liškovým 1              | Boro Radojčič      | 16. ledna 2009     | pátek        |
| 1160         |           | Mirkův útěk k Liškovým 2              | Boro Radojčič      | 16. ledna 2009     | pátek        |
| 1161         |           | Pepan se sbližuje s Majdou 1          | Boro Radojčič      | 19. ledna 2009     | pondělí      |
| 1162         |           | Pepan se sbližuje s Majdou 2          | Boro Radojčič      | 19. ledna 2009     | pondělí      |
| 1163         |           | Rodinná pouta Nekonečných 1           | Boro Radojčič      | 20. ledna 2009     | úterý        |
| 1164         |           | Rodinná pouta Nekonečných 2           | Boro Radojčič      | 20. ledna 2009     | úterý        |
| 1165         |           | Hrihorij a Zuzana 1                   | Boro Radojčič      | 21. ledna 2009     | středa       |
| 1166         |           | Hrihorij a Zuzana 2                   | Boro Radojčič      | 21. ledna 2009     | středa       |
| 1167         |           | Kamilovy narozeniny 1                 | Boro Radojčič      | 22. ledna 2009     | čtvrtek      |
| 1168         |           | Kamilovy narozeniny 2                 | Boro Radojčič      | 22. ledna 2009     | čtvrtek      |
| 1169         |           | Prachy jenom prachy nečekají 1        | Boro Radojčič      | 23. ledna 2009     | pátek        |
| 1170         |           | Prachy jenom prachy nečekají 2        | Boro Radojčič      | 23. ledna 2009     | pátek        |
| 1171         |           | Lumír využívá zločin 1                | Magda Pivoňková    | 26. ledna 2009     | pondělí      |
| 1172         |           | Lumír využívá zločin 2                | Magda Pivoňková    | 26. ledna 2009     | pondělí      |
| 1173         |           | Jitčin návrat do ulice 1              | Magda Pivoňková    | 27. ledna 2009     | úterý        |
| 1174         |           | Jitčin návrat do ulice 2              | Magda Pivoňková    | 27. ledna 2009     | úterý        |
| 1175         |           | Zlom mezi Hrihorijem a Zuzanou 1      | Magda Pivoňková    | 28. ledna 2009     | středa       |
| 1176         |           | Zlom mezi Hrihorijem a Zuzanou 2      | Magda Pivoňková    | 28. ledna 2009     | středa       |
| 1177         |           | Hynek bojuje s pokušením 1            | Magda Pivoňková    | 29. ledna 2009     | čtvrtek      |
| 1178         |           | Hynek bojuje s pokušením 2            | Magda Pivoňková    | 29. ledna 2009     | čtvrtek      |
| 1179         |           | Sázka o Peškovu čest 1                | Magda Pivoňková    | 30. ledna 2009     | pátek        |
| 1180         |           | Sázka o Peškovu čest 2                | Magda Pivoňková    | 30. ledna 2009     | pátek        |
| 1181         |           | Mirek na útěku 1                      | Magda Pivoňková    | 2. února 2009      | pondělí      |
| 1182         |           | Mirek na útěku 2                      | Magda Pivoňková    | 2. února 2009      | pondělí      |
| 1183         |           | Nekoneční drží spolu 1                | Magda Pivoňková    | 3. února 2009      | úterý        |
| 1184         |           | Nekoneční drží spolu 2                | Magda Pivoňková    | 3. února 2009      | úterý        |
| 1185         |           | Pepanova návštěva z krimu 1           | Magda Pivoňková    | 4. února 2009      | středa       |
| 1186         |           | Pepanova návštěva z krimu 2           | Magda Pivoňková    | 4. února 2009      | středa       |
| 1187         |           | Mirek v ohrožení 1                    | Magda Pivoňková    | 5. února 2009      | čtvrtek      |
| 1188         |           | Mirek v ohrožení 2                    | Magda Pivoňková    | 5. února 2009      | čtvrtek      |
| 1189         |           | Jitka zažívá první atak 1             | Magda Pivoňková    | 6. února 2009      | pátek        |
| 1190         |           | Jitka zažívá první atak 2             | Magda Pivoňková    | 6. února 2009      | pátek        |
| 1191         |           | Opuštěný Bařinka 1                    | Tomáš Tintěra      | 9. února 2009      | pondělí      |
| 1192         |           | Opuštěný Bařinka 2                    | Tomáš Tintěra      | 9. února 2009      | pondělí      |
| 1193         |           | Lumírova minuta slávy 1               | Tomáš Tintěra      | 10. února 2009     | úterý        |
| 1194         |           | Lumírova minuta slávy 2               | Tomáš Tintěra      | 10. února 2009     | úterý        |
| 1195         |           | Jitka poprvé na policii 1             | Tomáš Tintěra      | 11. února 2009     | středa       |
| 1196         |           | Jitka poprvé na policii 2             | Tomáš Tintěra      | 11. února 2009     | středa       |
| 1197         |           | Mirkův návrat do dětského domova 1    | Tomáš Tintěra      | 12. února 2009     | čtvrtek      |
| 1198         |           | Mirkův návrat do dětského domova 2    | Tomáš Tintěra      | 12. února 2009     | čtvrtek      |
| 1199         |           | Ingrid se dozvídá pravdu o Vasilovi 1 | Tomáš Tintěra      | 13. února 2009     | pátek        |
| 1200         |           | Ingrid se dozvídá pravdu o Vasilovi 2 | Tomáš Tintěra      | 13. února 2009     | pátek        |
| 1201         |           | Fotbálek 1                            | Tomáš Tintěra      | 16. února 2009     | pondělí      |
| 1202         |           | Fotbálek 2                            | Tomáš Tintěra      | 16. února 2009     | pondělí      |
| 1203         |           | Bařinka a sňatková podvodnice 1       | Tomáš Tintěra      | 17. února 2009     | úterý        |
| 1204         |           | Bařinka a sňatková podvodnice 2       | Tomáš Tintěra      | 17. února 2009     | úterý        |
| 1205         |           | Pan radní Lumír 1                     | Tomáš Tintěra      | 18. února 2009     | středa       |
| 1206         |           | Pan radní Lumír 2                     | Tomáš Tintěra      | 18. února 2009     | středa       |
| 1207         |           | Peškův návrat z archivu 1             | Tomáš Tintěra      | 19. února 2009     | čtvrtek      |
| 1208         |           | Peškův návrat z archivu 2             | Tomáš Tintěra      | 19. února 2009     | čtvrtek      |
| 1209         |           | Hynek překračuje hranice 1            | Tomáš Tintěra      | 20. února 2009     | pátek        |
| 1210         |           | Hynek překračuje hranice 2            | Tomáš Tintěra      | 20. února 2009     | pátek        |
| 1211         |           | Bedřichova rakvárna 1                 | Marian Kleis       | 23. února 2009     | pondělí      |
| 1212         |           | Bedřichova rakvárna 2                 | Marian Kleis       | 23. února 2009     | pondělí      |
| 1213         |           | Boris maká 1                          | Marian Kleis       | 24. února 2009     | úterý        |
| 1214         |           | Boris maká 2                          | Marian Kleis       | 24. února 2009     | úterý        |
| 1215         |           | Jitčin bod zlomu 1                    | Marian Kleis       | 25. února 2009     | středa       |
| 1216         |           | Jitčin bod zlomu 2                    | Marian Kleis       | 25. února 2009     | středa       |
| 1217         |           | Pešek v akci 1                        | Marian Kleis       | 26. února 2009     | čtvrtek      |
| 1218         |           | Pešek v akci 2                        | Marian Kleis       | 26. února 2009     | čtvrtek      |
| 1219         |           | Lumír proti Vasilovi 1                | Marian Kleis       | 27. února 2009     | pátek        |
| 1220         |           | Lumír proti Vasilovi 2                | Marian Kleis       | 27. února 2009     | pátek        |
| 1221         |           | Borisova velká výhra 1                | Marian Kleis       | 2. března 2009     | pondělí      |
| 1222         |           | Borisova velká výhra 2                | Marian Kleis       | 2. března 2009     | pondělí      |
| 1223         |           | Pešek trenérem 1                      |                    | 3. března 2009     | úterý        |
| 1224         |           | Pešek trenérem 2                      |                    | 3. března 2009     | úterý        |
| 1225         |           | Bařinkův harmonogram 1                |                    | 4. března 2009     | středa       |
| 1226         |           | Bařinkův harmonogram 2                |                    | 4. března 2009     | středa       |
| 1227         |           | Hynek tají vztah 1                    |                    | 5. března 2009     | čtvrtek      |
| 1228         |           | Hynek tají vztah 2                    |                    | 5. března 2009     | čtvrtek      |
| 1229         |           | Pepan devalvuje 1                     |                    | 6. března 2009     | pátek        |
| 1230         |           | Pepan devalvuje 2                     |                    | 6. března 2009     | pátek        |
| 1231         |           | Zuzanino prozrazení 1                 |                    | 9. března 2009     | pondělí      |
| 1232         |           | Zuzanino prozrazení 2                 |                    | 9. března 2009     | pondělí      |
| 1233         |           | Kukačka na rožni 1                    |                    | 10. března 2009    | úterý        |
| 1234         |           | Kukačka na rožni 2                    |                    | 10. března 2009    | úterý        |
| 1235         |           | Peška vydírá agent 1                  |                    | 11. března 2009    | středa       |
| 1236         |           | Peška vydírá agent 2                  |                    | 11. března 2009    | středa       |
| 1237         |           | Epidemie v pekařství 1                |                    | 12. března 2009    | čtvrtek      |
| 1238         |           | Epidemie v pekařství 2                |                    | 12. března 2009    | čtvrtek      |
| 1239         |           | Vasil na útěku 1                      |                    | 13. března 2009    | pátek        |
| 1240         |           | Vasil na útěku 2                      |                    | 13. března 2009    | pátek        |
| 1241         |           | Fotbalový útočník 1                   |                    | 16. března 2009    | pondělí      |
| 1242         |           | Fotbalový útočník 2                   |                    | 16. března 2009    | pondělí      |
| 1243         |           | Bylinný lektvar dědy Borise 1         |                    | 17. března 2009    | úterý        |
| 1244         |           | Bylinný lektvar dědy Borise 2         |                    | 17. března 2009    | úterý        |
| 1245         |           | Konec hry 1                           |                    | 18. března 2009    | středa       |
| 1246         |           | Konec hry 2                           |                    | 18. března 2009    | středa       |
| 1247         |           | Hejl pod mikroskopem 1                |                    | 19. března 2009    | čtvrtek      |
| 1248         |           | Hejl pod mikroskopem 2                |                    | 19. března 2009    | čtvrtek      |
| 1249         |           | Ingrid a pistole 1                    |                    | 20. března 2009    | pátek        |
| 1250         |           | Ingrid a pistole 2                    |                    | 20. března 2009    | pátek        |
| 1251         |           | Pepanova prodaná motorka 1            |                    | 23. března 2009    | pondělí      |
| 1252         |           | Pepanova prodaná motorka 2            |                    | 23. března 2009    | pondělí      |
| 1253         |           | Peškovo setkání po letech 1           |                    | 24. března 2009    | úterý        |
| 1254         |           | Peškovo setkání po letech 2           |                    | 24. března 2009    | úterý        |
| 1255         |           | Jitka: falešný konec 1                |                    | 25. března 2009    | středa       |
| 1256         |           | Jitka: falešný konec 2                |                    | 25. března 2009    | středa       |
| 1257         |           | Bařinkova sádrová lest 1              |                    | 26. března 2009    | čtvrtek      |
| 1258         |           | Bařinkova sádrová lest 2              |                    | 26. března 2009    | čtvrtek      |
| 1259         |           | Kateřina se léčí 1                    |                    | 27. března 2009    | pátek        |
| 1260         |           | Kateřina se léčí 2                    |                    | 27. března 2009    | pátek        |
| 1261         |           | Vráťa se nevzdává 1                   |                    | 30. března 2009    | pondělí      |
| 1262         |           | Vráťa se nevzdává 2                   |                    | 30. března 2009    | pondělí      |
| 1263         |           | Peškův tým slaví postup 1             |                    | 31. března 2009    | úterý        |
| 1264         |           | Peškův tým slaví postup 2             |                    | 31. března 2009    | úterý        |
| 1265         |           | Nyklová v akci 1                      |                    | 1. dubna 2009      | středa       |
| 1266         |           | Nyklová v akci 2                      |                    | 1. dubna 2009      | středa       |
| 1267         |           | Gábina s Hynkem prozrazeni 1          |                    | 2. dubna 2009      | čtvrtek      |
| 1268         |           | Gábina s Hynkem prozrazeni 2          |                    | 2. dubna 2009      | čtvrtek      |
| 1269         |           | Simona atakuje Majdu 1                |                    | 3. dubna 2009      | pátek        |
| 1270         |           | Simona atakuje Majdu 2                |                    | 3. dubna 2009      | pátek        |
| 1271         |           | Matěj v podezření 1                   |                    | 6. dubna 2009      | pondělí      |
| 1272         |           | Matěj v podezření 2                   |                    | 6. dubna 2009      | pondělí      |
| 1273         |           | Hynek řeší rozchod 1                  |                    | 7. dubna 2009      | úterý        |
| 1274         |           | Hynek řeší rozchod 2                  |                    | 7. dubna 2009      | úterý        |
| 1275         |           | Simonina půjčka 1                     |                    | 8. dubna 2009      | středa       |
| 1276         |           | Simonina půjčka 2                     |                    | 8. dubna 2009      | středa       |
| 1277         |           | Nedoplatky Nekonečných 1              |                    | 9. dubna 2009      | čtvrtek      |
| 1278         |           | Nedoplatky Nekonečných 2              |                    | 9. dubna 2009      | čtvrtek      |
| 1279         |           | Gilotina nad Lumírem 1                |                    | 10. dubna 2009     | pátek        |
| 1280         |           | Gilotina nad Lumírem 2                |                    | 10. dubna 2009     | pátek        |
| 1281         |           | Velké finále 1                        |                    | 13. dubna 2009     | pondělí      |
| 1282         |           | Velké finále 2                        |                    | 13. dubna 2009     | pondělí      |
| 1283         |           | Lenka v zajetí hormonů 1              |                    | 14. dubna 2009     | úterý        |
| 1284         |           | Lenka v zajetí hormonů 2              |                    | 14. dubna 2009     | úterý        |
| 1285         |           | Vrácený balík 1                       |                    | 15. dubna 2009     | středa       |
| 1286         |           | Vrácený balík 2                       |                    | 15. dubna 2009     | středa       |
| 1287         |           | Mirkovo krajní řešení 1               |                    | 16. dubna 2009     | čtvrtek      |
| 1288         |           | Mirkovo krajní řešení 2               |                    | 16. dubna 2009     | čtvrtek      |
| 1289         |           | Hynkův rozchod s Gábinou 1            |                    | 17. dubna 2009     | pátek        |
| 1290         |           | Hynkův rozchod s Gábinou 2            |                    | 17. dubna 2009     | pátek        |
| 1291         |           | Stárkovo skandální odhalení 1         |                    | 20. dubna 2009     | pondělí      |
| 1292         |           | Stárkovo skandální odhalení 2         |                    | 20. dubna 2009     | pondělí      |
| 1293         |           | Rozkol kolem Mirka 1                  |                    | 21. dubna 2009     | úterý        |
| 1294         |           | Rozkol kolem Mirka 2                  |                    | 21. dubna 2009     | úterý        |
| 1295         |           | Sochor kotí 1                         |                    | 22. dubna 2009     | středa       |
| 1296         |           | Sochor kotí 2                         |                    | 22. dubna 2009     | středa       |
| 1297         |           | Matěj a Tereza slaví narozeniny 1     |                    | 23. dubna 2009     | čtvrtek      |
| 1298         |           | Matěj a Tereza slaví narozeniny 2     |                    | 23. dubna 2009     | čtvrtek      |
| 1299         |           | Vyloupené pekařství 1                 |                    | 24. dubna 2009     | pátek        |
| 1300         |           | Vyloupené pekařství 2                 |                    | 24. dubna 2009     | pátek        |
| 1301         |           | Rozchod Peška a Hejlové 1             |                    | 27. dubna 2009     | pondělí      |
| 1302         |           | Rozchod Peška a Hejlové 2             |                    | 27. dubna 2009     | pondělí      |
| 1303         |           | Smíření Bena se Štěpánem 1            |                    | 28. dubna 2009     | úterý        |
| 1304         |           | Smíření Bena se Štěpánem 2            |                    | 28. dubna 2009     | úterý        |
| 1305         |           | Vasil žádá o ruku 1                   |                    | 29. dubna 2009     | středa       |
| 1306         |           | Vasil žádá o ruku 2                   |                    | 29. dubna 2009     | středa       |
| 1307         |           | Krize u Nekonečných 1                 |                    | 30. dubna 2009     | čtvrtek      |
| 1308         |           | Krize u Nekonečných 2                 |                    | 30. dubna 2009     | čtvrtek      |
| 1309         |           | Lenka a Hejl: pálení čarodějnic 1     |                    | 1. května 2009     | pátek        |
| 1310         |           | Lenka a Hejl: pálení čarodějnic 2     |                    | 1. května 2009     | pátek        |
| 1311         |           | Lumírovo dilema 1                     |                    | 4. května 2009     | pondělí      |
| 1312         |           | Lumírovo dilema 2                     |                    | 4. května 2009     | pondělí      |
| 1313         |           | Františkův návrat 1                   |                    | 5. května 2009     | úterý        |
| 1314         |           | Františkův návrat 2                   |                    | 5. května 2009     | úterý        |
| 1315         |           | Tělocvikářovo trápení 1               |                    | 6. května 2009     | středa       |
| 1316         |           | Tělocvikářovo trápení 2               |                    | 6. května 2009     | středa       |
| 1317         |           | Jitčin únos 1                         |                    | 7. května 2009     | čtvrtek      |
| 1318         |           | Jitčin únos 2                         |                    | 7. května 2009     | čtvrtek      |
| 1319         |           | Pepanův odchod 1                      |                    | 8. května 2009     | pátek        |
| 1320         |           | Pepanův odchod 2                      |                    | 8. května 2009     | pátek        |
| 1321         |           | Lumír pod ochranou 1                  |                    | 11. května 2009    | pondělí      |
| 1322         |           | Lumír pod ochranou 2                  |                    | 11. května 2009    | pondělí      |
| 1323         |           | Jitčino vězení 1                      |                    | 12. května 2009    | úterý        |
| 1324         |           | Jitčino vězení 2                      |                    | 12. května 2009    | úterý        |
| 1325         |           | Nekoneční: léčitel 1                  |                    | 13. května 2009    | středa       |
| 1326         |           | Nekoneční: léčitel 2                  |                    | 13. května 2009    | středa       |
| 1327         |           | Ingrid se rozhoduje 1                 |                    | 14. května 2009    | čtvrtek      |
| 1328         |           | Ingrid se rozhoduje 2                 |                    | 14. května 2009    | čtvrtek      |
| 1329         |           | Vladimírův poslední dortík 1          |                    | 15. května 2009    | pátek        |
| 1330         |           | Vladimírův poslední dortík 2          |                    | 15. května 2009    | pátek        |
| 1331         |           | Hrihorijův omyl 1                     |                    | 18. května 2009    | pondělí      |
| 1332         |           | Hrihorijův omyl 2                     |                    | 18. května 2009    | pondělí      |
| 1333         |           | Matěj a Thea 1                        |                    | 19. května 2009    | úterý        |
| 1334         |           | Matěj a Thea 2                        |                    | 19. května 2009    | úterý        |
| 1335         |           | Jitka se hroutí 1                     |                    | 20. května 2009    | středa       |
| 1336         |           | Jitka se hroutí 2                     |                    | 20. května 2009    | středa       |